# 上费拉赫
上费拉赫是奥地利克恩顿州德劳河畔施皮塔尔县的一个市镇。总面积104.41平方公里，总人口2450人，人口密度23.5人/平方公里（2005年）。